# Parhez Banu Begum
Parhez Banu Begum (21. srpna 1611, Ágra – asi 1675?) byla mughalská princezna. Byla první a nejstarší dcerou mughalského císaře Šáhdžahána, kterou zplodil se svou první manželkou, Kandahari Begum. Byla také nejstarší nevlastní sestrou otcova nástupce Aurangzeba.

## Život
Parhez se narodila v srpnu roku 1611 v Agře princi Khurramovi (pozdějšímu císaři Šáhdžahánovi) a jeho první manželce Kandahari Begum. Její jméno znamená v perštině abstinující princezna a byla tak pojmenována svým dědou, císařem Džahangirem. V některých kronikách se o ní mluví pod jménem Purhunar Banu Begum. Její otec, princ Khurram, byl třetím synem císaře Džahangira, zatímco její matka Kandahari Begum byla princeznou z prominentní perské dynastie Safíovců.
Parhez byla prvním dítětem a nejstarší dcerou Šáhdžahána a byla vychovávána svou nevlastní prababičkou, ovdovělou císařovnou Ruqaiya Sultan Begum, která byla první a hlavní manželkou císaře Akbara. Vychovávala také Šáhdžahána.
I když nebyla dcerou otcovi nejoblíbenější manželky, byla svým otcem velmi milována; na smrtelné posteli požádal dcerou Jahanaru Begum (nejstarší dcerou zplozenou s jeho nejmilovanější ženou Mumtaz Mahal), aby se o Parhez postarala. Byla také milována a dobře obstarána díky svému mladšímu nevlastnímu bratrovi Aurangzebovi.